# Wiener (krater)
Wiener je mjesečev udarni krater koji se nalazi na dalekoj strani Mjeseca. Nalazi se jugozapadno od većeg kratera Campbell. Jugozapadno od Wienera je jako istrošen Kurčatov. Na istoku uz rub Campbella nalazi se Von Neumann. Manji krater Pawsey leži na sjevero-sjeverozapadu i djelomično je prekriven vanjskim bedemom Wienera.
Sjeverozapadna polovica ruba kratera je dobro oblikovana, s nekim padinama i terasama duž unutarnjih zidova. Postoji izbočina prema van na rubu duž sjeverne strane gdje krater graniči s Pawseyem. Južni dio kratera je nepravilniji, sa širim, neravnim unutarnjim zidom i slabo izraženim rubom. Rub prekriva otprilike polovicu jako istrošenog satelitskog kratera Wiener K duž jugo-jugoistoka. Manji satelitski krater Wiener Q nalazi se uz jugozapadni rub, a relativno svjež i poligonast Wiener F pričvršćen je na istočni rub.
Unutar kratera, veći dio unutrašnjeg poda je relativno ravan, s grupom malih grebena koji tvore središnju vršnu strukturu blizu sredine. Postoji mali kraterlet istočno-sjeveroistočno od ovih grebena, a postoji nekoliko malih kraterleta u blizini jugozapadnog unutarnjeg zida.

## Satelitski krateri
Prema konvenciji, te se značajke identificiraju na lunarnim kartama postavljanjem slova na onu stranu središnje točke kratera koja je najbliža Wieneru.
| Wiener | Zemljopisna širina | Zemljopisna dužina | Promjer |
| ------ | ------------------ | ------------------ | ------- |
| F      | 41,2° S            | 150.0° E           | 47 km   |
| H      | 39,8° S            | 149,9° E           | 17 km   |
| K      | 39,3° N            | 147,8° E           | 101 km  |
| Q      | 39,5° N            | 145.0° E           | 30 km   |

- Kosi pogled na mladi krater Wiener F, sLunarna orbitera 5
- Kosi pogled na unutrašnjost Wiener F, LRO

## Vanjske poveznice
|  | Zajednički poslužitelj ima još gradiva o temi Wiener (krater) |